# ボーリンゲン賞
ボーリンゲン賞（ボーリンゲンしょう、英: Bollingen Prize for Poetry）はアメリカ合衆国の詩人を対象とする文学賞。二年毎に、推薦や応募なしにイェール大学バインネック稀覯本図書館によって、その二年の間に出版された中で最も優れた詩集や、個人の生涯の業績を称えて賞が贈られる。

## 賞の起こりとエズラ・パウンド論争
この賞はボーリンゲン財団からアメリカ議会図書館への1万ドルの助成金を基にポール・メロンによって1948年に設立された。賞名、財団名ともに、スイスの精神科医カール・ユングが隠遁生活を送っていたスイスのボーリンゲン村、および住処であったボーリンゲンの塔に由来している。最初のボーリンゲン賞は米国議会図書館のアメリカ文学フェローが審査を務め、その受賞者はエズラ・パウンド、詩集『ピザン・キャントウズ(Pisan Cantos)』に対して与えられた。エズラ・パウンドはムッソリーニの熱狂的支持者であった上に、第二次世界大戦中の反ユダヤ的行動について反逆罪で告発されていたために、そのような人物が受賞したことはメディアを中心に多くの論争を引き起こした。その影響を受け、アメリカ議会の委員会は議会図書館に対し、ボーリンゲン賞との断絶を要請した。議会図書館はそれを了解し、使用されなかった助成金はボーリンゲン財団に全て1949年に返還された。

## イェール大学図書館による管理と現在
議会図書館を失ったボーリンゲン財団はイェール大学図書館の管理業務の下でこの賞を継続することを決め、1949年から1963年までは一年毎に賞を贈っていた。1963年には賞金が5000ドルに増加し、それ以降隔年の授与となった。ボーリンゲン財団は1968年に解散したが、アンドリュー・W・メロン財団が資金援助を引き継いだ。1973年、メロン財団はイェール図書館が永続的に賞を授与し続けられるよう、新たに10万ドルの基金を設立した。
1961年には同名の新たな賞が、翻訳賞としてボーリンゲン財団によって設立された。1961年にロバート・フィッツジェラルドが『オデュッセイア(英: Odyssey)』で、ウォルター・W・アーントが『エヴゲーニイ・オネーギン(英: Eugene Onegin)』で、1963年にはリチャード・ウィルバーとモナ・ヴァン・ドゥインが共同で受賞した。

## 受賞者
- 1965 – en:Horace Gregory
- 1967 – ロバート・ペン・ウォーレン
- 1969 – ジョン・ベリーマン、en:Karl Shapiro
- 1971 – リチャード・ウィルバー、en:Mona Van Duyn
- 1973 – en:James Merrill
- 1975 – en:A. R. Ammons
- 1977 – en:David Ignatow
- 1979 – en:W. S. Merwin
- 1981 – en:Howard Nemerov、en:May Swenson
- 1983 – en:Anthony Hecht、en:John Hollander
- 1985 – ジョン・アッシュベリー、フレッド・チャペル
- 1987 – スタンリー・クニッツ
- 1989 – en:Edgar Bowers
- 1991 – en:Laura Riding、en:Donald Justice
- 1993 – マーク・ストランド
- 1995 – en:Kenneth Koch
- 1997 – ゲーリー・スナイダー
- 1999 – en:Robert Creeley
- 2001 – ルイーズ・グリュック
- 2003 – アドリエンヌ・リッチ
- 2005 – en:Jay Wright (poet)
- 2007 – en:Frank Bidart
- 2009 – en:Allen Grossman
- 2011 – en:Susan Howe
- 2013 – en:Charles Wright (poet)
- 2015 – en:Nathaniel Mackey
- 2017 – en:Jean Valentine
- 2019 – en:Charles Bernstein (poet)
- 2021 – en:Mei-mei Berssenbrugge
- 2023 – en:Joy Harjo

### 1948 - 1962
- 1948 – エズラ・パウンド
- 1949 – ウォレス・スティーヴンズ
- 1950 – ジョン・クロウ・ランサム
- 1951 – en:Marianne Moore
- 1952 – アーチボルト・マクリーシュ、ウィリアム・カーロス・ウィリアムズ
- 1953 – W・H・オーデン
- 1954 – en:Léonie Adams、en:Louise Bogan
- 1955 – en:Conrad Aiken
- 1956 – アレン・テイト
- 1957 – E・E・カミングス
- 1958 – en:Theodore Roethke
- 1959 – en:Delmore Schwartz、en:David Jones (poet)
- 1960 – en:Yvor Winters
- 1961 – en:John Hall Wheelock、en:Richard Eberhart
- 1962 – ロバート・フロスト

## 関連文献
- ウィリアム・マガイアー『ボーリンゲン　過去を集める冒険』高山宏訳、白水社、2017年